# Capalbio (stacja kolejowa)
Capalbio (wł. Stazione di Capalbio) – stacja kolejowa w Capalbio Scalo, w prowincji Grosseto, w regionie Toskania, we Włoszech. Znajduje się na linii Piza – Rzym. Położona jest około 9 km od centrum gminy Capalbio.
Według klasyfikacji RFI ma kategorię brązową.

## Połączenia
Stacja jest obsługiwana przez pociągi regionalne w kierunku Grosseto, Roma Termini i Pizy.

## Linie kolejowe
- Piza – Rzym